# Poggio Berni
Poggio Berni là một đô thị ở tỉnh Rimini, vùng Emilia-Romagna, Italia. Các thị trấn chính là Coriano, Santarcangelo di Romagna, Poggio Berni và Verucchio. Các sản phẩm chính của đô thị này là rượu vang và dầu olive.
Poggio có diện tích là 11,8 km2, dân số năm 2008 là 3241 người. Các đơn vị cấp dưới: Camerano, Sant'Andrea, Santo Marino, Trebbio. Các đô thị tiếp giáp: Borghi (FC), Santarcangelo di Romagna, Torriana, Verucchio.

## Biến động dân số
44°02′B 12°25′Đ / 44,033°B 12,417°Đ